# Клара Рив
Клара Рив (Ипсвич, 23. јануар 1729 — Ипсвич, 3. децембар 1807) била је енглеска књижевница. Најпознатија је по готичком роману The Old English Baron (1777). Написала је и иновативну историју прозне фикције, The Progress of Romance (1785). Њен први рад био је превод са латинског, тада ретко коришћеног језика за жене.

## Биографија
Клара Рив је рођена у Ипсвичу, као једно од осморо деце велечасног Вилијама Рива. Њена мајка је била ћерка Вилијама Смитиса, златара и драгуљара краља Џорџа I. Вицеадмирал Семјуел Рив (око 1733–1803) био је њен брат.
Након смрти њеног оца 1755. године, Рив је неко време живела са мајком и сестрама у Колчестеру, а затим се преселила у своју кућу у Ипсвичу. Тамо је њено прво ауторско дело био превод са латинског историјске алегорије Аргенис Џона Барклија, који је назвала Феникс (1772).  Била је тужна због критика који је њен превод задобио, а касније је написала: „То је била најбоља књига коју сам икада представила јавности, а најгоре примљена“.
Рив је објавилка најмање 24 тома током 33-годишње каријере. Прво издање њене књиге The Old English Baron, било је посвећено ћерки Самјуела Ричардсона, за коју се каже да је помогла Рив у ревидирању и исправљању књиге. То би имало приметан утицај на Франкенштајн (1818) Мери Шели.
Рив је такође написала епистоларни роман, The School for Widows (1791), а затим Plans of Education (1792), чији је фокус био на питањима женског образовања.
Чини се да је Рив лично управљала својом издавачком каријером, уместо да се ослањала на коненције са мушкарцима да би се бавила издавачима у њено име.
Рив је водила повучен живот и оставила је мало биографског материјала. Умрла је у Ипсвичу и сахрањена је, како је желела, у порти цркве Светог Стефана, поред свог пријатеља пречасног Дербија.

### Утицај
The Old English Baron је имао велики утицај на развој готичке фикције, стичући популарност за жанр на универзитетима и међу општом читалачком публиком. Контекстуални увод који Рив посматра у контексту женског писања из касног 18. века и историје готике може се наћи у овој књизи. Хенриет Моус је требало да користи ову причу као модел за свој роман, Стари ирски баронет 1808.
Иако су научници дуго превиђали The Progress of Romance, Гери Кели га је назвао „не само пионирском историјом и одбраном „романтике“ од антике до средине осамнаестог века, већ и револуционарним делом проучавања књижевности од стране жена“.
Њен допринос развоју готичке фикције може се показати на најмање два нивоа. Прво, ту је јачање готског наративног оквира као оквира који се фокусира на проширење домена маште како би укључио натприродно, али без губљења реализма који обележава роман који је Волпол био пионир. Друго, Рив је такође настојала да пронађе одговарајућу формулу да осигура да фикција буде уверљива и кохерентна.
Иако успешни писци готичких дела нису до краја обраћачи пажњу на Ривов емоционални реализам, она је поставила оквир који држи готску фикцију у домену вероватног. Ово је остао изазов за ауторе након објављивања The Old English Baron.

## Дела
- The Phoenix (1772)
- The Champion of Virtue (1777), поново објављен као The Old English Baron (1778)
- The Two Mentors: A Modern Story (1783)
- The School for Widows: A Novel (1785)
- The Progress of Romance (1785)
- The Exiles, or, Memoirs of the Count de Cronstadt (1788)
- Plans of Education (1792)
- The Memoirs of Sir Roger de Clarendon (1793)
- Destination, or, Memoirs of a Private Family (1799)
- Edwin, King of Northumberland: A Story of the Seventh Century (1802)